# Piëzo-elektrisch effect

Een piëzo-elektrische schijf genereert een spanning wanneer ze wordt vervormd, sterk overdreven

Het piëzo-elektrisch effect is het verschijnsel dat kristallen van bepaalde materialen onder invloed van druk, bijvoorbeeld door buiging, een elektrische spanning produceren en andersom: er zijn materialen die vervormen als er een elektrische spanning op wordt aangelegd. Het woorddeel piëzo- is afgeleid van het Oudgriekse woord πιέζειν (piezein), dat drukken betekent.

## Mechanisme
In een piëzo-elektrisch kristal zijn de positieve en negatieve elektrische ladingen gescheiden. Door een vervorming van het kristal wordt de symmetrie van de eenheidscel verbroken, en door de asymmetrie wordt een elektrische spanning gegenereerd. Afhankelijk van de toegevoerde mechanische energie kan de spanning die hierbij wordt opgewekt variëren van millivolts, door geluidstrillingen bij microfoons en pick-upelementen, tot vele duizenden volts bij gasaanstekers. In het laatste geval wordt een soort hamertje onder veerspanning op het kristal geslagen.
Ook het omgekeerde effect kan worden waargenomen: wanneer een elektrische spanning in de juiste richting op een piëzo-elektrisch kristal wordt aangelegd, worden de ladingen in de eenheidscel verschillend beïnvloed, waardoor een vervorming wordt geïnduceerd. Ook dit effect kan heel sterk zijn: de ontwikkelde kracht is enorm, maar de uiteindelijke verplaatsing is normaal slechts enkele nanometers.

## Geschiedenis
Het aan piëzo-elektriciteit gerelateerde pyro-elektrisch effect was al in het begin van de 18e eeuw bekend. Op basis hiervan voorspelden de broers Pierre en Jacques Curie het piëzo-elektrisch effect in 1880 en ze demonstreerden het met eenvoudige middelen. Ze toonden het effect aan in toermalijn, kwarts, topaas, rietsuiker en kaliumnatriumtartraat. Kwarts en het tartraat vertoonden de sterkste piëzo-elektrische effecten.
In 1881 voorspelde Gabriel Lippmann op basis van de thermodynamica het omgekeerde effect. De broers Curie konden het bestaan daarvan snel bevestigen.

## Andere stoffen
Buiten de al genoemde stoffen zijn er vele andere die piëzo-elektriciteit vertonen, waaronder analoge structuren van kwarts en keramische stoffen met de perovskietstructuur. Ook polymeren als rubber, wol, haar, hout, en zijde vertonen een zekere mate van piëzo-elektriciteit. Het polymeer polyfluoretheen geeft een effect dat zelfs veel groter is dan dat van kwarts.
Een piëzo-elektrisch kristal is vaak gebaseerd op barium-, lood- of magnesiumverbindingen.

## Toepassingen

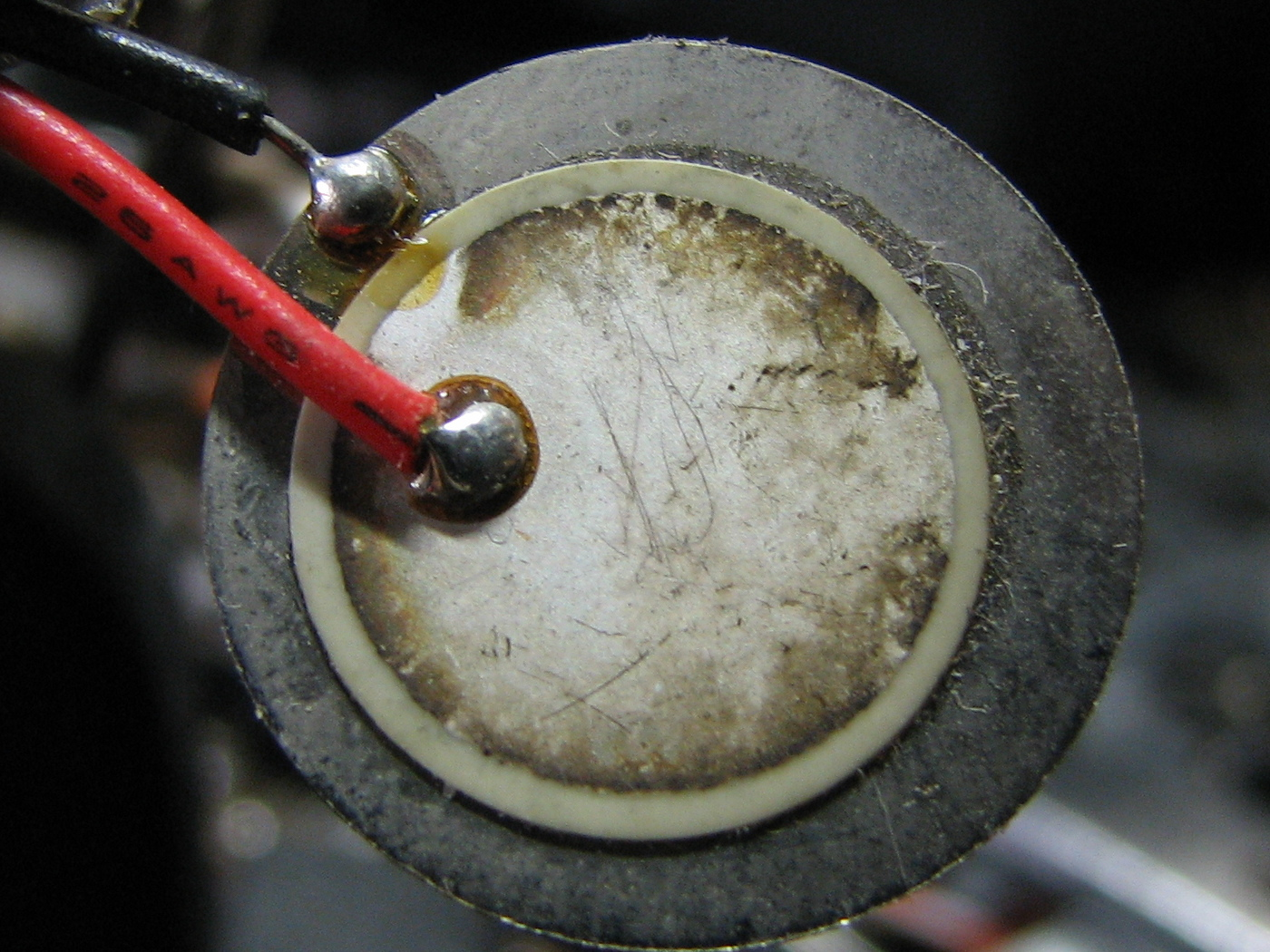
Luidsprekertje van digitaal polshorloge

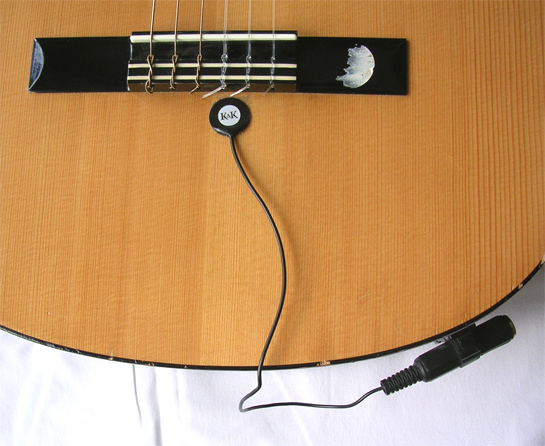
Piëzo-pick-up bij een klassieke gitaar

Piëzo-elektriciteit wordt zeer veel toegepast bij onder andere:

### Opnemers
- elektrische gasaanstekers die een vonk geven als het kristal krachtig wordt samengedrukt;
- goedkopere pick-up-elementen van een grammofoon
- een veelheid aan pick-up-elementen in elektrische muziekelementen, zoals de elektrische basgitaar, gitaren en violen* druktoetsen in elektronische apparatuur

### Actuatoren
- een microfoon zet mechanische energie (luchttrillingen) om in elektrische impulsen, een luidspreker doet precies het omgekeerde. Dit kan met eenzelfde materiaal bereikt worden.[1]
- luidsprekertjes, vooral voor zeer hoge tonen, en ultrasoonomzetters
- verplaatsingselementen voor zeer kleine bewegingen in een Scanning tunneling microscoop en soortgelijke systemen.
- nevelapparaten die door trillingen waterdeeltjes doen vernevelen tot een mistgordijn
- nauwkeurig positioneren van de koppen in een videorecorder, bij het systeem Video 2000
- het spuiten van inkt in een inkjetprinter met piëzo-elektrische printkoppen
- brailleleesregels
- autotechniek: de piëzo-elementen van de common-railinspuittechniek
- Piëzo-elektrische motor

### Overige
- Kristallen voor tijdsbepaling, bijvoorbeeld in een kwartshorloge of een computer. De resonantiefrequentie van kwartskristallen is uiterst constant en leent zich daardoor goed voor tijdmeting. Het plaatsen van het kristal in een mini-oventje kan de nauwkeurigheid nog verder vergroten, doordat zo de temperatuur constant wordt gehouden.
- batterij met bètastraler. De radioactieve stof nikkel-63 straalt elektrisch geladen bètadeeltjes uit die door een koperen strook worden opgevangen, die daardoor negatief geladen wordt. Het nikkel wordt positief door het verlies van de negatieve lading. Als genoeg ladingsverschil is opgebouwd tussen het koper en het nikkel, buigen de stroken door elektrische aantrekking naar elkaar toe en volgt ontlading bij contact. Deze beweging geeft door ophanging aan een piëzo-elektrisch element een spanningspuls. Het hele proces herhaalt zich totdat het radioactieve nikkel is vervallen.